# Condado de Coffey
El condado de Coffey (en inglés: Coffey County) es un condado en el estado estadounidense de Kansas. En el censo de 2000 el condado tenía una población de 8.865 habitantes. La sede de condado es Burlington. El condado fue fundado el 25 de agosto de 1855 y fue nombrado en honor a Asbury M. Coffey.

## Geografía
Según la Oficina del Censo, el condado tiene un área total de 1.695 km² (655 sq mi), de la cual 1.631 km² (630 sq mi) es tierra y 64 km² (25 sq mi) (3,79%) es agua.

### Condados adyacentes
- Condado de Osage (norte)
- Condado de Franklin (noreste)
- Condado de Anderson (este)
- Condado de Allen (sureste)
- Condado de Woodson (sur)
- Condado de Greenwood (suroeste)
- Condado de Lyon (noroeste)

### Áreas protegidas nacionales
- Flint Hills National Wildlife Refuge

## Autopistas importantes
- Interestatal 35
- U.S. Route 50
- U.S. Route 75
- Ruta Estatal de Kansas 31
- Ruta Estatal de Kansas 58

## Demografía
En el  censo de 2000, hubo 8.865 personas, 3.489 hogares y 2.477 familias residiendo en el condado. La densidad poblacional era de 14 personas por milla cuadrada (5/km²). En el 2000 había 3.876 unidades habitacionales en una densidad de 6 por milla cuadrada (2/km²). La demografía del condado era de 96,95% blancos, 0,25% afroamericanos, 0,52% amerindios, 0,34% asiáticos, 0,01% isleños del Pacífico, 0,50% de otras razas y 1,43% de dos o más razas. 1,55% de la población era de origen hispano o latino de cualquier raza. 
La renta promedio para un hogar del condado era de $37.839 y el ingreso promedio para una familia era de $44.912. En 2000 los hombres tenían un ingreso medio de $31.356 versus $20.666 para las mujeres. La renta per cápita para el condado era de $18.337 y el 6,60% de la población estaba bajo el umbral de pobreza nacional.

## Ciudades y pueblos
| - Burlington - Gridley | - LeRoy - Lebo | - New Strawn - Waverly |